# Samuel Colt
Samuel Colt (ur. 19 lipca 1814 w Hartford w stanie Connecticut w USA, zm. 10 stycznia 1862 tamże) – amerykański konstruktor i producent broni strzeleckiej.
Pochodził z rodziny kupieckiej. Od najmłodszych lat pasjonował się techniką. W 1827 roku odbył roczną podróż do Indii Wschodnich. Początkowo jako kilkunastoletni chłopak chciał udoskonalić torpedy skonstruowane przez Roberta Fultona, lecz bez powodzenia. Wtedy podjął pracę nad udoskonaleniem istniejących rewolwerów.
W 1830 roku Colt skonstruował prototyp rewolweru kapiszonowego, wyposażonego w otwarty szkielet oraz mechanizm obrotu i ryglowania bębna. Broń była ładowana rozdzielnie (spłonka była ładowana od wlotu, proch i pocisk od wylotu) po odciągnięciu lufy do przodu i zdjęciu magazynka z osi. Po wielu ulepszeniach zgłosił rewolwer jako wynalazek. 18 grudnia 1835 roku uzyskał patent angielski, a amerykański 25 grudnia 1836.
5 marca 1835 roku Samuel Colt założył w Paterson w stanie New Jersey przedsiębiorstwo Patent Arms Manufacturing Company, które rozpoczęło produkcję rewolwerów według jego wynalazku.
Pierwsze wzory rewolwerów o nazwie „Texas” posiadały 5-komorowy bębenek oraz język spustowy chowany w szkielecie. Ponieważ zdejmowanie bębenka i ponowne jego rozdzielne ładowanie było czasochłonne, wytwórnia sprzedawała rewolwery z zapasowym bębenkiem.
W 1837 roku złożył on ofertę w sekretariacie wojny Stanów Zjednoczonych na sprzedaż tych rewolwerów, lecz wojsko nie było zainteresowane zakupem rewolwerów kapiszonowych, z uwagi na zbytnią innowacyjność i spodziewaną zawodność. Wtedy Colt wyjechał na Florydę, gdzie trwały walki z Seminolami. Tam szybko rosła popularność jego rewolwerów, choć były one jak na ówczesne czasy drogie. W 1839 roku opatentował on urządzenie do ładowania bębenka bez jego demontażu ze szkieletu. Na przełomie 1842/1843 roku utworzona przez niego spółka upadła.
Ponownie produkcję rewolwerów rozpoczął w założonych przez siebie w 1848 zakładach Colt’s Manufacturing Company w Hartford w stanie Connecticut. Zmechanizował wtedy ich produkcję, co umożliwiło obniżenie ceny rewolwerów do wartości 25 dolarów (poprzednie kosztowały 200 dolarów). W ciągu następnych lat produkowano tu kolejne wersje rewolwerów Colta – Dragoon, Walker, Mounted Rifles i Navy.
Z powodu opatentowania w 1857 roku przez przedsiębiorstwo Smith & Wesson rewolweru na naboje zespolone bocznego zapłonu, Colt nie zdecydował się na wprowadzenie tego naboju do swoich rewolwerów i do jego śmierci produkowano tam rewolwery kapiszonowe.
Oprócz konstruowania broni Samuel Colt wynalazł również baterię podwodną oraz uruchomił pierwszy podwodny telegraf łączący Fire Island i New York w 1843 roku.
Do czasu jego śmierci przedsiębiorstwo Colt’s Manufacturing Company oraz wcześniejsze wyprodukowały łącznie około 325 000 rewolwerów kalibrów od 9 do 11 mm. Przedsiębiorstwo działa do chwili obecnej, produkując rewolwery oraz pistolety, karabiny i karabiny maszynowe.